# الدوري النرويجي الممتاز 1938–39
الدوري النرويجي الممتاز 1938–39 (بالنرويجية: Norgesserien 1938–39)‏ هو موسم من الدوري النرويجي الممتاز. كان عدد الأندية المشاركة فيه 75، وفاز فيه نادي فريدريكستاد.